# Jevgenij Pašukanis
Jevgenij Bronislavovič Pašukanis (rusky Евгений Брониславович Пашуканис; 23. února 1891, Starica – 4. září 1937, Moskva) byl sovětský právník a teoretik práva.
Jeho nejvýznamnějším dílem je spis Obecná teorie práva a marxismus (Общая теория права и марксизм) (1924), v níž prezentuje ekonomický pohled na právo.
Pašukanis byl v rámci Velké čistky roku 1937 popraven jako nepřítel lidu. Rehabilitován byl roku 1956.